# 毛线卡比
《毛线卡比》是Good-Feel和HAL研究所开发，任天堂于Wii发行的平台游戏。这是星之卡比系列第十作，2010年10月于日本和北美发行，2011年2月于欧洲和澳洲发行。这是系列继2003年《卡比飞天赛车》后首部家用游戏机游戏，也是继2000年《星之卡比64》后首部家用机平台游戏。
2019年3月，任天堂3DS重制版《毛线卡比Plus》发行，為最後一款由任天堂發行的3DS遊戲。
原版游戏在日本首周售出9.2万套，为当周第二畅销游戏。截至2011年4月，游戏全球销量159万。